# Lucas Automotive
Lucas Automotive è stata una fabbrica britannica di componenti per l'industria automobilistica.

## Storia
La sede della compagnia era in King Street, a Birmingham, dove era stata fondata da Joseph Lucas e dal figlio Henry nel 1872 per l'iniziale produzione di oggetti di metallo fuso, come lumi per navi e carrozze, e successivamente lumi ad olio o acetilene per biciclette. Nel 1902, ciò che era già diventato Joseph Lucas Ltd, con un considerevole aumento di prestigio già visibile nella denominazione societaria, cominciò la produzione di componenti elettriche per le vetture; alternatori, tergicristalli, clacson, parti per l'illuminazione, vari tipi di cavi e motorini d'avviamento. La crescita maggiore si ebbe nel 1914, con un contratto per la fornitura dell'equipaggiamento elettrico alla Morris Motor Company. Nel periodo della prima guerra mondiale, la Lucas fornì all'esercito proiettili, fusibili e le parti elettriche dei veicoli militari. Al termine della guerra, l'espansione commerciale continuò rapidamente, non solo con la creazione di nuovi appalti (nel 1926 acquisirono il diritto di fornire in esclusiva la Austin), ma anche con l'inglobamento della maggior parte dei rivali connazionali.
Nel 1930 circa, la Lucas e la Smiths stabilirono un accordo commerciale che bandiva la concorrenza reciproca.
La Lucas mise sul mercato i primi fanali sotto il marchio King of the Road (in italiano il re della strada). Durante gli anni sessanta, la leggendaria inaffidabilità dei suoi prodotti elettrici montati sulle vetture britanniche importate negli Stati Uniti (si parla di vetture d'alta gamma, come MG, Triumph, Jaguar e Rover) portò al conio dell'espressione Lord Lucas, Prince of Darkness (in italiano, il principe delle tenebre). La società fu così obiettivo di molti scherzi e prese in giro, ma basati spesso su fondamenti sopravvalutati. Il fatto stesso che un grande numero di vetture che impiegano parti della Lucas sia ancora su strada a 30, 40 o più anni dalla produzione è prova della durabilità delle parti stesse e della loro affidabilità. Sembra che la causa maggiore dei problemi che soffrivano i componenti Lucas fossero le riparazioni precedenti e i miglioramenti apportati da proprietari o meccanici inesperti.
Nel Regno Unito, la Lucas ha coperto una parte sostanziale del mercato con il suo maggiore concorrente, la AC-Delco (parte della General Motors) fin dai tardi anni cinquanta.
La Lucas Industries plc (evoluzione societaria del marchio) fu proprietaria anche della Girling, della CAV diesel (attraverso un accordo antecedente la guerra con la tedesca Bosch), della Simms, e della Crosland: acquisì la Varity Corporation nel 1996. Nello stesso anno, dopo una serie di dismissioni, ciò che restava della società si unì alla compagnia statunitense Varity divenendo così LucasVarity plc, incorporata nel 1999 dalla TRW Inc.

## Curiosità
- Essendo il fondatore, Joseph, totalmente astemio, si rifiutò di bere vino durante una vacanza a Napoli, scegliendo in alternativa acqua non potabile, rivelatasi poi veicolo di tifo, malattia per la quale morì nella città italiana, nel 1902.